# Manzanares (Colombia)
Manzanares è un comune della Colombia facente parte del dipartimento di Caldas.
Il centro abitato venne fondato da Bartolomé Gaviria, Ramón Valencia e Pedro Campuzano nel 1864, mentre l'istituzione del comune è del 1879.